# Quetiapina
Quetiapina, também conhecida pelo nome comercial Seroquel, pertence a uma classe de neurolépticos conhecidos como antipsicóticos atípicos, que têm se tornado mais populares nas duas últimas décadas, usados como alternativa aos antipsicóticos típicos, como o haloperidol. A quetiapina foi desenvolvida pelo laboratório inglês AstraZeneca.

## Indicações
A quetiapina é indicada ao tratamento de esquizofrenia, agindo neste caso como um antipsicótico, bem como para as fases maníacas e depressivas associadas ao transtorno de humor bipolar, e neste caso como um estabilizante de humor, em monoterapia ou como coadjuvante.Por vezes é utilizado off label, muitas vezes como um agente de acréscimo, para tratar essas condições como transtorno obsessivo-compulsivo, estresse pós-traumático, síndrome das pernas inquietas, o autismo, o alcoolismo, síndrome de Tourette, e tem sido usado por médicos como um sedativo para pessoas com distúrbios do sono ou ansiedade .
Em estudos comparativos, a quetiapina demonstrou ser tão eficaz quanto outros agentes antipsicóticos, tais como clorpromazina e haloperidol.
Em estudos clínicos, a quetiapina tem demonstrado ser efetiva como monoterapia ou em terapia adjuvante na redução dos sintomas de mania em pacientes com mania bipolar.
Em dois estudos clínicos (BOLDER I e II), os quais incluíram pacientes com transtorno bipolar I, bipolar II e pacientes com ou sem curso com ciclagem rápida, a quetiapina tem demonstrado ser efetiva em pacientes com depressão bipolar.
A segurança e a eficácia da quetiapina não foram avaliadas em crianças e adolescentes.

## Farmacologia
Todos os agentes antipsicóticos comercializados são antagonistas dos receptores dopaminérgicos D2. Acredita-se que o bloqueio desses receptores em várias partes do cérebro fundamenta não somente a sua eficácia clínica como também alguns de seus efeitos colaterais.
Do mesmo modo que bloqueiam receptores D2, a quetiapina e outros antipsicóticos atípicos apresentam uma afinidade por receptores serotoninérgicos 5-HT2 que é pelo menos tão alta quanto a sua afinidade pelos receptores D2.
Acredita-se que a atividade dos antipsicóticos atípicos possa resultar de uma modulação balanceada das vias neuronais tanto serotonérgicas quanto dopaminérgicas.
Em particular, acredita-se que a eficácia de agentes atípicos no tratamento dos sintomas negativos e cognitivos da esquizofrenia seja mediada pela modulação serotonérgica no córtex pré-frontal.
A quetiapina tem alta afinidade pelo receptor da histamina (H1) e acredita-se que ele intervenha na sonolência relatada por alguns pacientes no início do tratamento. Em doses mais baixas, bloqueia completamente os receptores de H1 sem atingir o bloqueio do receptor D2.
A quetiapina, após o processo hepático de metabolização, produz cerca de 20 metabólitos, a maioria deles inativo. No entanto, há a norquetiapina, metabólito da quetiapina responsável pelos efeitos antidepressivos, que apresenta importante efeito antagonista em bomba de recaptação de noradrenalina com alta afinidade por esta estrutura. Além disso, há também afinidade e antagonismo pelo receptor 5HT2A, como a quetiapina, que também contribui para propriedades antipsicóticas e ansiolíticas.

## Efeitos colaterais
Os efeitos colaterais mais comuns com o uso da quetiapina são: inicialmente boca seca, seguida de tontura, astenia leve, obstipação, taquicardia, hipotensão ortostática e dispepsia.
Em menor escala, podem ocorrer: ganho de peso, síncope, síndrome neuroléptica maligna (febre com rigidez muscular e dificuldade de respirar), leucopenia, neutropenia e edema periférico.

## Apresentações
A quetiapina está disponível em comprimidos nas apresentações de libertação imediata com as seguintes dosagens: 25mg, 100mg, 150mg, 200mg e 300mg e de libertação prolongada com as seguintes dosagens: 50mg, 150mg, 200mg, 300mg e 400mg